# 三原郡
三原郡（日语：／ Mihara gun */?）是過去位於日本淡路島南部的郡，已于2006年2月11日因無管轄町村而废除。
廢除前轄有以下4町：
- 綠町（日语：緑町）
- 三原町（日语：三原町）
- 西淡町（日语：西淡町）
- 南淡町（日语：南淡町）

過去的範圍包括現在的南淡路市全部地區及洲本市中部地區。

## 歷史
在令制國時代屬於淡路國。19世紀末江戶時代結束之際，三原郡屬於德島藩的領地。
隨著1868年幕府的結束及接著實施的廢藩置縣政策，曾分別先後隸屬兵庫縣、德島縣，1871年全數被整併到名東縣，1876年再次被調整併入兵庫縣
1879年實施郡區町村編制法，正式的設置了近代的行政區劃「三原郡」，但最初是與津名郡共同設置「津名三原郡役所」，郡役所設於津名郡洲本城下（位於現在的洲本市）。

### 沿革

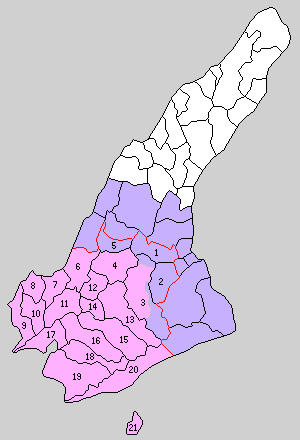
1889年三原郡轄下的行政區劃
1.加茂村 2.大野村 3.廣田村 4.倭文村 5.堺村 6.松帆村 7.湊村 8.津井村 9.阿那賀村 10.伊加利村 11.志知村 12.榎列村 13.八木村 14.市村 15.神代村 16.賀集村 17.福良町 18.北阿萬村 19.阿萬村 20.灘村 21.沼島村
（紫色：現屬洲本市、桃色：現屬南淡路市）

- 1889年4月1日：實施町村制，三原郡下設：加茂村（日语：加茂村 (兵庫県三原郡)）、大野村（日语：大野村 (兵庫県)）、廣田村（日语：広田村 (兵庫県)）、倭文村（日语：倭文村 (兵庫県)）、堺村（日语：堺村 (兵庫県)）、松帆村（日语：松帆村）、湊村、津井村（日语：津井 (南あわじ市)）、阿那賀村（日语：阿那賀村）、伊加利村（日语：伊加利 (南あわじ市)）、志知村（日语：志知村）、榎列村（日语：榎列村）、八木村（日语：八木村 (兵庫県三原郡)）、市村（日语：市村 (兵庫県)）、神代村（日语：神代村 (兵庫県)）、賀集村（日语：賀集村）、福良町（日语：福良 (南あわじ市)）、北阿萬村（日语：北阿万村）、阿萬村、灘村（日语：灘村 (兵庫県)）、沼島村。（1町20村）
- 1896年7月1日：實施郡制（日语：郡制），設立郡參事會（日语：郡参事会）。
- 1923年04月1日：廢除郡會和郡參事會。
- 1926年07月1日：廢除郡役所，此後郡不再作為行政區劃，只作為地名的表示。
- 1927年09月1日：湊村改制為湊町（日语：湊町 (兵庫県)）。（2町19村）
- 1933年04月1日：加茂村和大野村被併入津名郡洲本町（後來的洲本市）。（2町17村）
- 1934年04月1日：阿萬村改制為阿萬町（日语：阿万町）。（3町16村）
- 1955年04月3日：榎列村、八木村、市村、神代村合併為三原町（日语：三原町）。（4町12村）
- 1955年4月7日：賀集村、北阿萬村、阿萬町、灘村合併為南淡町（日语：南淡町）。（4町9村）
- 1955年4月29日：南淡町、福良町、沼島村合併為新設立的南淡町。（3町8村）
- 1956年09月30日：堺村和津名郡都志町（日语：都志町）、鮎原村（日语：鮎原村）、廣石村（日语：広石村）、鳥飼村（日语：鳥飼村 (兵庫県)）合併為五色町，隸屬津名郡。（3町7村）
- 1957年06月1日：倭文村的部分地區被併入三原町。
- 1957年7月1日：松帆村、湊町、津井村、阿那賀村、伊加利村、志知村合併為西淡町（日语：西淡町）。（3町2村）
- 1957年7月5日：廣田村的部分地區被併入洲本市。
- 1957年7月10日：廣田村和倭文村合併為綠村。（3町1村）
- 1957年10月1日：西淡町的部分地區被併入三原町。
- 1960年04月1日：綠村改制為綠町（日语：緑町）。（4町）
- 2005年01月11日：綠町、西淡町、三原町、南淡町合併為南淡路市，並脫離三原郡；同時三原郡因無管轄町村而被廢除。

### 變遷表
| 1889年4月1日 | 1889年-1926年 | 1926年-1944年                 | 1944年-1954年       | 1954年-1989年       | 1954年-1989年              | 1954年-1989年              | 1989年-現在            | 現在                   |
| ------------ | ------------- | ----------------------------- | ------------------- | ------------------- | -------------------------- | -------------------------- | ---------------------- | ---------------------- |
| 松帆村       | 松帆村        | 松帆村                        | 松帆村              | 松帆村              | 1957年7月1日 西淡町        | 1957年7月1日 西淡町        | 2005年1月11日 南淡路市 | 2005年1月11日 南淡路市 |
| 湊村         | 湊村          | 1927年9月1日 湊町             | 1927年9月1日 湊町   | 1927年9月1日 湊町   | 1957年7月1日 西淡町        | 1957年7月1日 西淡町        | 2005年1月11日 南淡路市 | 2005年1月11日 南淡路市 |
| 津井村       |               |                               |                     |                     | 1957年7月1日 西淡町        | 1957年7月1日 西淡町        | 2005年1月11日 南淡路市 | 2005年1月11日 南淡路市 |
| 阿那賀村     |               |                               |                     |                     | 1957年7月1日 西淡町        | 1957年7月1日 西淡町        | 2005年1月11日 南淡路市 | 2005年1月11日 南淡路市 |
| 伊加利村     |               |                               |                     |                     | 1957年7月1日 西淡町        | 1957年7月1日 西淡町        | 2005年1月11日 南淡路市 | 2005年1月11日 南淡路市 |
| 志知村       |               |                               |                     |                     | 1957年7月1日 西淡町        | 1957年7月1日 西淡町        | 2005年1月11日 南淡路市 | 2005年1月11日 南淡路市 |
| 福良町       | 福良町        | 福良町                        | 福良町              | 福良町              | 1955年4月29日 南淡町       | 1955年4月29日 南淡町       | 2005年1月11日 南淡路市 | 2005年1月11日 南淡路市 |
| 賀集村       | 賀集村        | 賀集村                        | 賀集村              | 1955年4月7日 南淡町 | 1955年4月29日 南淡町       | 1955年4月29日 南淡町       | 2005年1月11日 南淡路市 | 2005年1月11日 南淡路市 |
| 北阿萬村     |               |                               |                     | 1955年4月7日 南淡町 | 1955年4月29日 南淡町       | 1955年4月29日 南淡町       | 2005年1月11日 南淡路市 | 2005年1月11日 南淡路市 |
| 阿萬村       | 阿萬村        | 1934年4月1日 阿萬町           | 1934年4月1日 阿萬町 | 1955年4月7日 南淡町 | 1955年4月29日 南淡町       | 1955年4月29日 南淡町       | 2005年1月11日 南淡路市 | 2005年1月11日 南淡路市 |
| 灘村         |               |                               |                     | 1955年4月7日 南淡町 | 1955年4月29日 南淡町       | 1955年4月29日 南淡町       | 2005年1月11日 南淡路市 | 2005年1月11日 南淡路市 |
| 沼島村       |               |                               |                     |                     | 1955年4月29日 南淡町       | 1955年4月29日 南淡町       | 2005年1月11日 南淡路市 | 2005年1月11日 南淡路市 |
| 榎列村       | 榎列村        | 榎列村                        | 榎列村              | 1955年4月3日 三原町 | 1955年4月3日 三原町        | 三原町                     | 2005年1月11日 南淡路市 | 2005年1月11日 南淡路市 |
| 八木村       |               |                               |                     | 1955年4月3日 三原町 | 1955年4月3日 三原町        | 三原町                     | 2005年1月11日 南淡路市 | 2005年1月11日 南淡路市 |
| 市村         |               |                               |                     | 1955年4月3日 三原町 | 1955年4月3日 三原町        | 三原町                     | 2005年1月11日 南淡路市 | 2005年1月11日 南淡路市 |
| 神代村       |               |                               |                     | 1955年4月3日 三原町 | 1955年4月3日 三原町        | 三原町                     | 2005年1月11日 南淡路市 | 2005年1月11日 南淡路市 |
| 倭文村       | 倭文村        | 倭文村                        | 倭文村              | 倭文村              | 1957年6月1日 併入三原町    | 三原町                     | 2005年1月11日 南淡路市 | 2005年1月11日 南淡路市 |
| 倭文村       | 倭文村        | 倭文村                        | 倭文村              | 倭文村              | 1957年7月10日 綠村         |                            | 2005年1月11日 南淡路市 | 2005年1月11日 南淡路市 |
| 廣田村       | 廣田村        | 廣田村                        | 廣田村              | 廣田村              | 1960年4月1日 綠町          |                            | 2005年1月11日 南淡路市 | 2005年1月11日 南淡路市 |
| 廣田村       | 廣田村        | 廣田村                        | 廣田村              | 廣田村              | 1957年7月5日 併入洲本市    | 洲本市                     | 2006年2月11日 洲本市   | 2006年2月11日 洲本市   |
| 加茂村       | 加茂村        | 1933年4月1日 併入津名郡洲本町 | 洲本市              | 洲本市              | 洲本市                     | 洲本市                     | 2006年2月11日 洲本市   | 2006年2月11日 洲本市   |
| 大野村       |               | 1933年4月1日 併入津名郡洲本町 | 洲本市              | 洲本市              | 洲本市                     | 洲本市                     | 2006年2月11日 洲本市   | 2006年2月11日 洲本市   |
| 堺村         | 堺村          | 堺村                          | 堺村                | 堺村                | 1956年9月30日 津名郡五色町 | 1956年9月30日 津名郡五色町 | 2006年2月11日 洲本市   | 2006年2月11日 洲本市   |
| 津名郡都志町 |               |                               |                     |                     | 1956年9月30日 津名郡五色町 | 1956年9月30日 津名郡五色町 | 2006年2月11日 洲本市   | 2006年2月11日 洲本市   |
| 津名郡鮎原村 |               |                               |                     |                     | 1956年9月30日 津名郡五色町 | 1956年9月30日 津名郡五色町 | 2006年2月11日 洲本市   | 2006年2月11日 洲本市   |
| 津名郡廣石村 |               |                               |                     |                     | 1956年9月30日 津名郡五色町 | 1956年9月30日 津名郡五色町 | 2006年2月11日 洲本市   | 2006年2月11日 洲本市   |
| 津名郡鳥飼村 |               |                               |                     |                     | 1956年9月30日 津名郡五色町 | 1956年9月30日 津名郡五色町 | 2006年2月11日 洲本市   | 2006年2月11日 洲本市   |